# 宋賓
宋賓（1424年—？），字彥卿，山西潞州人，明朝政治人物。同進士出身。

## 生平
山西鄉試第六十八名。天順元年（1457年）丁丑科會試第二百五十四名，殿試登進士第三甲第六十九名。授監察御史。

## 家族
曾祖宋可道。祖父宋達。父亲宋良，曾任織染局副使。